# Storområdet Fjornshöjden
Storområdet Fjornshöjden este o arie protejată (arie de protecție specială avifaunistică — SPA) din Suedia întinsă pe o suprafață de 278,8 ha, integral pe uscat.

## Localizare
Centrul sitului Storområdet Fjornshöjden este situat la coordonatele 59°35′42″N 11°58′35″E / 59.5949°N 11.9765°E.

## Înființare
Situl Storområdet Fjornshöjden a fost declarat arie de protecție specială avifaunistică în decembrie 1998 pentru a proteja 9 specii de animale.

## Biodiversitate
Situată în ecoregiunea boreală, aria protejată nu include niciun habitat protejat.
La baza desemnării sitului se află mai multe specii protejate de  păsări (9): minunița (Aegolius funereus), cocoșul de mesteacăn (Bonasa bonasia), ciocănitoare neagră (Dryocopus martius), ciuvică (Glaucidium passerinum), viespar (Pernis apivorus), ciocănitoare de munte (Picoides tridactylus), ciocănitoare verzuie (Picus canus), cocoșul de mesteacăn (Tetrao tetrix tetrix),  cocoș de munte (Tetrao urogallus).